# System powierniczy
Celem systemu powierniczego jest doprowadzenie obszarów powierniczych do samodzielnego bytu państwowego. Ustanowiony jest on w Karcie Narodów Zjednoczonych, w rozdziale XII.
System ten ma następujące zadania:
-umacniać międzynarodowy pokój i bezpieczeństwo
-popierać postęp ludności obszarów powierniczych w dziedzinie politycznej, gospodarczej, społecznej i światowej oraz stopniowy rozwój ludności w kierunku samorządu lub niepodległości z uwzględnieniem szczególnych warunków każdego obszaru i jego ludów, ich swobodnie wyrażonych życzeń oraz zgodnie z postanowieniami poszczególnych układów powierniczych
-popierać poszanowanie praw człowieka i podstawowych wolności dla wszystkich bez względu na różnicę rasy, płci, języka lub wyznania oraz rozwijać świadomość współzależności ludów świata
-zapewnić, bez szkody dla wykonania wyżej wskazanych zadań i z zastrzeżeniem postanowień artykułu 80, równe traktowanie członków Organizacji i ich obywateli w dziedzinie społecznej, gospodarczej i handlowej oraz równe traktowanie tych ostatnich w dziedzinie wymiaru sprawiedliwości.
Wszystkie tereny powiernicze osiągnęły już niepodległość poprzez utworzenie nowego państwa, bądź samorządność poprzez stowarzyszenie się z sąsiednim państwem.